# Jesús Aranzabal
Jesús Aranzabal Ojanguren, né le 25 décembre 1939 à Bergara et mort le 27 septembre 2023, est un coureur cycliste espagnol.
Professionnel de 1966 à 1972, il remporte notamment une étape du Tour d'Espagne et une édition du Tour d'Andalousie.

## Palmarès
- 1961
  - 2e du GP Mondragón
- 1963
  - Tour de la Bidassoa
- 1966
  - Classement général du Tour d'Andalousie
  - Clásica a los Puertos
  - 2e étape du Tour d'Ávila
- 1967
  - 2e du championnat d'Espagne des régions
- 1968
  - 3e étape du Tour de Majorque
  - 2e du championnat d'Espagne des régions
  - 3e du championnat d'Espagne sur route
  - 3e du Trophée Baracchi (avec Luis Ocaña)
- 1969
  -  Champion d'Espagne des régions (avec Miguel María Lasa et José Manuel Lasa)
- 1970
  - 5e étape du Tour du Pays basque
  - 1reb étape du Tour de Catalogne (contre-la-montre par équipes)
  - 2e du Tour du Pays basque
  - 2e du championnat d'Espagne sur route
  - 3e de la Klasika Primavera
- 1971
  - 4e et 6eb étapes du Tour du Portugal
- 1972
  - 17ea étape du Tour d'Espagne

## Résultats sur les grands tours

### Tour de France
3 participations 
- 1966 : 48e
- 1967 : 58e
- 1972 : 56e

### Tour d'Espagne
5 participations 
- 1967 : 58e
- 1968 : 33e
- 1970 : non-partant (19ea étape)
- 1971 : 33e
- 1972 : 42e, vainqueur de la 17ea étape